# Ситарски занат
Ситарски занат је стари занат који се бави израдом сита и решета, дрвених алатки за просејавање брашна и других зрнастих материјала. Поред сита и решета, мајстори овог заната, ситари, често су израђивали и друге дрвене предмете за домаћинство. Овај занат, који има дубоке корене у средњоевропској занатској традицији, данас је у Србији готово изумро и опстаје захваљујући посвећености неколицине мајстора, чувара традиције.

## Историјат

### Корени у Словенији (Рибничкасува роба)
Ситарски занат је на просторе Србије стигао из Словеније, тачније из Рибничког краја. Ова област је вековима била познати центар за израду и путујућу продају разноврсних дрвених производа, познатих као сува роба. Становници Рибнице стекли су ексклузивно право да производе и продају ове предмете пре више од 520 година, на основу патента који им је доделио цар Фридрих III. Ова древна привилегија утемељила је вековну традицију специјализованог занатства и предузетништва у овом крају.

### Долазак и развој заната у Србији
Занат је пренет у Србију након Првог светског рата, миграцијом занатлија из Словеније у Београд и друге градове. У новом окружењу, они су наставили и поново успоставили своју традиционалну делатност. Прва ситарска радионица у Београду основана је око 1919. године. Пре Другог светског рата, ситарске радионице су биле значајна предузећа, која су снабдевала читаву Србију својим производима.

### Период процвата и опадања
Ситарски занат је имао велики значај у периоду пре индустријализације, када се хлеб углавном месио код куће, а просејавање брашна било неизоставан део тог процеса. Ситари су били тражене занатлије, а њихови производи неопходни у сваком домаћинству и пекари.
Залазак заната почиње средином XX века, услед неколико фактора:
- Индустријализација: Појава фабрика које су масовно производиле јефтиније, машински израђене производе.
- Промена начина живота: Широка доступност индустријског хлеба смањила је потребу за кућним печењем, а тиме и за ситима.
- Неповољна друштвено-политичка клима након Другог светског рата, која је обесхрабривала приватно предузетништво.[3]

Ови фактори су довели до тога да је потражња за ручно рађеним ситима драстично опала, а занат је доведен на ивицу изумирања.

## Опис заната

### Материјали
- Дрво: За израду обруча традиционално се користи пажљиво одабрано, еластично дрво, најчешће "женско јелово дрво" (смрча) или буква. Дрво се цепа и савија ручно како се не би ломила влакна, што обручу даје чврстину и дуготрајност.[2]
- Мрежа: Мрежа за просејавање може бити од различитих материјала. Традиционално се користила коњска длака или свила, док се у новије време користе синтетичке или металне мрежице. За велика пекарска сита користе се месингане жице за ојачавање мрежица.[2]

### Процес израде
Процес израде сита је у потпуности ручни рад и захтева велико искуство:
1. Припрема дрвета: Одабрано дрво се цепа на танке траке (вибе).
2. Савијање обруча: Траке се паре, затим ручно савијају у круг и спајају закуцавањем.
3. Постављање мреже: Мрежа се затеже преко једног обруча, а затим се преко ње ставља други обруч који је учвршћује. Вишак мреже се одсеца.
4. Завршна обрада: Обручи се фино обрађују и чисте.

### Производи и њихова намена
Основни производи ситарског заната су сита и решета, који се разликују по густини мреже.
- Сито: Има фину и густу мрежу, намењено је за просејавање финог пшеничног брашна или за специфичне послове као што је пасирање куваног воћа за џем.[2]
- Решето: Има оштрију и ређе ткану мрежу, а користи се за просејавање крупнијих ствари, попут кукурузног брашна, крупно млевених житарица, или за чишћење пасуља и ораха.[2]

Поред тога, ситари су често израђивали и друге мање дрвене предмете за домаћинство, као што су кутлаче, даске за сечење, оклагије и кашике.

## Културни значај и очување
Ситарски занат представља важан део нематеријалног културног наслеђа. Иако је практична употреба његових производа значајно смањена, они данас имају културну и сувенирску вредност. Очување овог заната зависи од ентузијазма и посвећености неколицине преосталих мајстора и њихових породица, као и од препознавања његовог значаја од стране културних институција и јавности.
Културна афирмација заната у новије време одвија се кроз:
- Изложбе: Попут изложбе „Решетарји с Црвеног Крста – стољеће постојања“, која је 2019. године обележила стогодишњицу постојања једне од последњих радионица.[3]
- Документарни филмови: Филм „Сита и решета мајстора Дебељака“ у продукцији РТС-а допринео је подизању свести јавности о овом занату.[4]
- Музејске збирке: Алати и производи ситарског заната чувају се у етнографским збиркама музеја у Србији.